# Vladimiras Buzmakovas
Vladimiras Buzmakovas (Repubblica dei Komi, 18 ottobre 1963) è un ex calciatore lituano, di ruolo centrocampista.

## Palmarès

### Giocatore

#### Competizioni nazionali
- Campionato lituano: 1

Žalgiris Vilnius: 1998-1999